# International Data Corporation
International Data Corporation (IDC) és una empresa d'anàlisi i d'investigació de mercats especialitzada en tecnologia de la informació, telecomunicacions i tecnologia de consum. IDC és una subsidiària d'International Data Group. IDC té la seu a Framingham, Massachusetts, i afirma tenir més de 1000 analistes en 110 països.
Patrick J. McGovern va fundar IDC a Massachusetts amb un amic el 1964, després d'un executiu d'UNIVAC queixar-se amb ell sobre la falta d'informació d'estudi de mercat disponible a la indústria informàtica emergent. Al principi, l'empresa va produir una base de dades d'indústria informàtica i un butlletí informatiu, «EDP Industry & Market Report».